# Anif
Anif é um município da Áustria, situado no distrito de Salzburg-Umgebung, no estado de Salzburgo. Tem 7,6 km² de área e sua população em 2019 foi estimada em 4.204 habitantes.